# Arboretum de Kalsnava
L'arboretum de Kalsnava (en letton : Kalsnavas arborētums) est un parc botanique et floral public letton de 143,96 hectares (dont 98 hectares consacrés aux plantations), situé à Kalsnava, dans la commune de Madona, en Vidzeme.
Il a été fondé en 1975 pour conduire des recherches en dendrologie et sylviculture et former une collection d'essences non-endémiques afin de les acclimater et d'encourager à terme leur culture dans la région balte.
Il s'agit de la plus grande collection de plantes ligneuses dans l'Est de la Lettonie.
Ouvert au public, il est géré par l'Office national des Forêts de Lettonie (Latvijas valsts meži, LVM). L'ensemble du parc est protégé, en vertu de la législation lettone, en tant que territoire naturel protégé.

## Histoire
L'arboretum a été fondé pendant l'occupation soviétique de la Lettonie, en 1975, à des fins scientifiques et sylvicoles.
Lors du recouvrement de l'indépendance du pays en 1991, le parc passe dans le giron de l'Office national des Forêts de Lettonie.
En 1981, il commença à s'engager dans un échange international de graines et de plants d'arbres et arbustes, lequel se poursuit depuis.
Depuis 1997, l'arboretum participe aux travaux de l'Association nordique des arboretums.
En 2001, son engagement international s'est accru avec sa participation à l'Association Balte des Jardins Botaniques.

## Essences remarquables
Le parc abrite plusieurs variétés d'arbres et d'arbustes remarquables en Europe du Nord et dans les Pays Baltes, notamment un tulipier de Virginie (Liriodendron tulipifera), un arbre à neige (Chionanthus virginicus) et un Magnolia de Kobé (Magnolia kobus).
L'arboretum comporte également la plus grande collection de pivoines de Lettonie et accueille par ailleurs de nombreux arbres à feuilles caduques ou persistantes, des lilas, des plantes grimpantes ou des rhododendrons.
Enfin, de manière exceptionnelle sous ces latitudes, les jardins sont fleuris pendant une longue période de l'année, soit jusqu'au mois d'octobre avec la floraison des Hamamélis.